# Tordellego
Tordellego ist ein Ort und eine Gemeinde (municipio) mit 40 Einwohnern (Stand: 2024) im Osten der Provinz Guadalajara in der Autonomen Gemeinschaft Kastilien-La Mancha in Zentralspanien. 

## Lage und Klima
Tordellego liegt im Iberischen Gebirge im Osten der Provinz Guadalajara in einer Höhe von 1190 m. Die Entfernung zur westsüdwestlich gelegenen Provinzhauptstadt Guadalajara beträgt ca. 120 Kilometer (Fahrtstrecke). Niederschlag fällt das ganze Jahr über (insgesamt 585 mm).

## Bevölkerungsentwicklung
| Jahr      | 1960 | 1970 | 1981 | 1991 | 2001 | 2011 | 2021 |
| Einwohner | 435  | 252  | 142  | 105  | 73   | 61   | 50   |

## Sehenswürdigkeiten
- Thomaskirche